# Westfield, Indiana
Westfield är en stad (town) i Hamilton County, i delstaten Indiana, USA. Enligt United States Census Bureau har staden en folkmängd på 30 971 invånare (2011) och en landarea på 69,5 km².